# Hermann Heusch

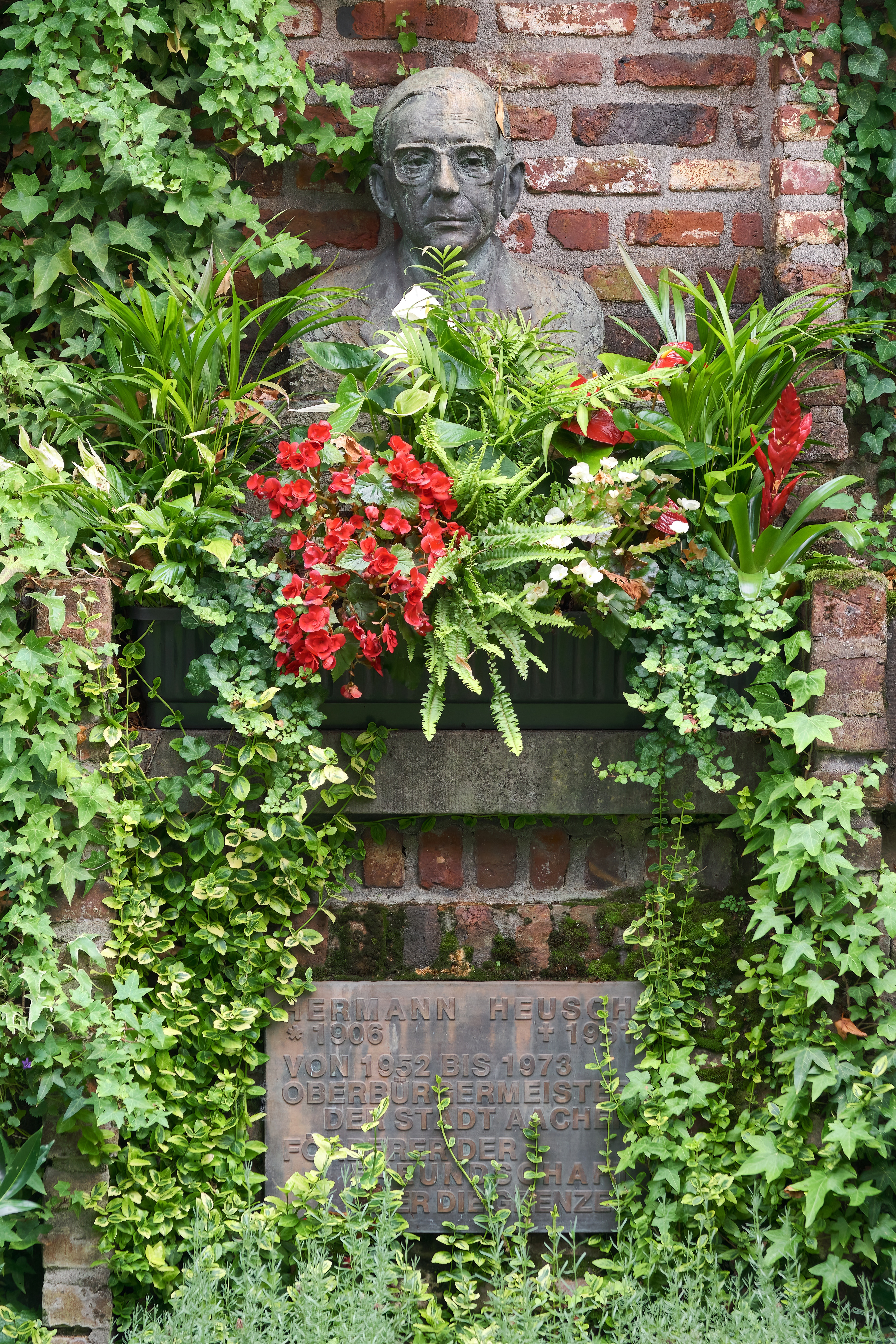
Hermann-Heusch-Denkmal in Aachen

Maria Julius August Aloys Aegidius Hermann Heusch (* 23. Juni 1906 in Aachen; † 15. Januar 1981 ebenda) war ein deutscher Kommunalpolitiker (CDU). Er war von 1952 bis 1973 Oberbürgermeister der Stadt Aachen und Mitbegründer des Internationalen Karlspreises der Stadt Aachen.

## Familie
Hermann Heusch entstammte der alten katholischen deutschen Bürger- und Kaufmannsfamilie Heusch, welche ein Zweig der Unternehmerfamilie Hoesch ist und auf den gemeinsamen Stammvater Heinrich Hoesch († 1552) zurückgeht. Heuschs Vorfahren waren bereits seit mehreren Generationen Unternehmer und Ratsmitglieder der Freien Reichsstadt Aachen. Sein Vater war der Aachener Fabrikant und Zentrumspolitiker Albert Heusch, Inhaber des Familienunternehmens Firma August Heusch & Söhne, Kratzenfabrik und Abgeordneter des Rheinischen Provinziallandtags, und sein Bruder war der Unternehmer Gerd Heusch. Am 8. Mai 1930 heiratete Gerd Heusch Elisabeth geb. Pauli. Die Familie wohnte auf dem Wylre’schen Hof in der Aachener Jakobstraße 35, ein von Laurenz Mefferdatis umgebautes und im Stile von Johann Josef Couven eingerichtetes barockes denkmalgeschütztes Gebäude, das sich seit 1861 bis zum heutigen Tage in Familienbesitz befindet.

## Leben
Nach seinem Abitur am Realgymnasium Aachen, studierte Heusch ab 1925 an der Université de Lausanne und der höheren Handelsschule Lausanne und war anschließend zunächst in der väterlichen Firma A. Heusch & Söhne, der ältesten Kratzenfabrik Aachens, tätig. Während seines Studiums in Lausanne schloss er sich der Société d’Étudiants Germania Lausanne an.
Heuschs politische Laufbahn begann nach Ende des Zweiten Weltkriegs. 1945 wurde er an die Spitze der Industrie- und Handelskammer Aachen gewählt, deren Präsident er 35 Jahre lang bis zu seinem Tod im Jahre 1981 blieb. Im Jahr darauf wurde er Ratsmitglied des Stadtrates von Aachen. Außerdem war er Präsident der deutsch-belgisch-luxemburgischen Handelskammer in Köln.
Im Dezember 1949 war er Mitbegründer der „Gesellschaft zur Verleihung des Internationalen Karlspreises der Stadt Aachen“ (Karlspreisgesellschaft) und gehörte zu den Stiftern des bis heute verliehenen Karlspreises der Stadt Aachen. Er gehörte neben zwölf weiteren Gründungsmitgliedern zu den Unterzeichnern der „Proklamation von 1949“ der Karlspreisstiftung, welche bis heute – ergänzt um die Erklärung von 1990 – das geistige Fundament des Karlspreises bildet. Der Internationale Karlspreis der Stadt Aachen für besondere Verdienste um Einigung und Frieden in Europa wurde erstmals 1950 verliehen.
Schließlich folgte Heusch 1952 Albert Maas im Amt des Oberbürgermeisters der Stadt Aachen. Er wurde vom Aachener Stadtrat gewählt. Der Rat wählte bis 1995 aus seiner Mitte den Oberbürgermeister als Vorsitzenden und Repräsentanten der Stadt, der ehrenamtlich tätig war. In seine Amtszeit fällt insbesondere der Wiederaufbau der Stadt. Das Rathaus und der Dom wurden wieder hergerichtet, der Elisenbrunnen nach alten Plänen neu erbaut, und das Stadttheater, von dem nur die Fassade erhalten geblieben war, bekam ein neues Gebäude. Heusch war Mitbegründer der ersten Städtepartnerschaft der Stadt Aachen, die Partnerschaft der Stadt Aachen mit der französischen Stadt Reims in der Région Champagne-Ardenne. Am 28. Januar 1967 unterzeichneten Oberbürgermeister Hermann Heusch und Bürgermeister von Reims Jean Taittinger den Partnerschaftsvertrag. Er setzte sich maßgeblich für die kommunale Neugliederung des Aachener Raums ein, die dann 1972 mit dem Aachen-Gesetz umgesetzt wurde. Heusch war auch für das Wiedererstarken Aachens als kulturelles Oberzentrum verantwortlich. Heusch blieb 21 Jahre lang bis zu seinem Rücktritt 1973 Stadtoberhaupt von Aachen.
Heusch gehörte zu den Gründungsvätern der im Mai 1959 in Lüttich gegründeten internationalen Konferenz für Raumordnung in Nordwesteuropa (CRNO) und war von 1959 bis 1961 ihr Präsident.
Neben seiner politischen Tätigkeit setzte sich Heusch für die Pflege von Sprache und Brauchtum ein. Er war bekannt dafür, sich für die Bewahrung des Öcher Platt eingesetzt zu haben. Er ist Verfasser mehrerer Beiträge zur Heimatgeschichte Aachens. Als Unternehmer hat Heusch fruchtbare Kontakte in die regionale Unternehmerschaft gehabt. Hermann Heusch amtierte als stellvertretender Aufsichtsratsvorsitzender bei der AachenMünchener Feuer-Versicherungs-Gesellschaft und der Aachener Rückversicherungsgesellschaft und gehörte dem Aufsichtsrat der Colonia, der Thuringia Generali Versicherung AG, der Fortuna Rückversicherung und der Oldenburgischen Versicherungs AG an.
Heusch starb am 15. Januar 1981 im Alter von 74 Jahren an Herzversagen. Sein Grab befindet sich auf dem Aachener Ostfriedhof.

## Auszeichnungen und Ehrungen
Bei seinem Ausscheiden aus dem Amt wurde er zum Ehrenbürger der Stadt Aachen ernannt. Ebenso ernannte ihn am 11. November 1954 die RWTH Aachen „[…] in Anerkennung der langjährigen freundschaftlichen und wirkungsvollen Zusammenarbeit mit der Rheinisch Westfälischen Technischen Hochschule Aachen.“ zum Ehrenbürger der RWTH sowie am 2. Juli 1959 „[…] in Würdigung seiner großen Verdienste und stadtväterlichen Fürsorge um die Entwicklung der Hochschule“ zum Senator Ehren halber.
Am 5. Januar 1979 wurde Hermann Heusch in Maastricht mit der Ehrenmedaille in Gold der „Industrie- und Handelskammer“ für Maastricht und Umgebung ausgezeichnet. Er erhielt diese Auszeichnung u. a. für seine Bemühungen beim Knüpfen internationaler Beziehungen.
Die Stadt Aachen benannte 1983 den neu gestalteten Hermann-Heusch-Platz in der Innenstadt nach ihm. Ein Porträt Hermann Heuschs befindet sich in der „Ahnengalerie“ ehemaliger Aachener Stadtoberhäupter im Sitzungssaal des Hauses Löwenstein in Aachen.

## Publikationen
- Aachen, Stadt Karls des Grossen und der heilenden Quellen. mit einer Einführung von Hermann Heusch und Anton Kurze, Verl. Die Schönen Bücher, Stuttgart 1956, 6. völlig neu bearb. Aufl. 1972
- Zur Geschichte der Industrie- und Handelskammer für den Regierungsbezirk Aachen in den Jahren 1929–1954. Verlag der Industrie- und Handelskammer, 1954
- Der Wylresche Hof in Aachen. In: Zeitschrift des Aachener Geschichtsvereins, 68, 1956, S. 333–359.

## Reden
- Rede des Aachener Oberbürgermeisters Hermann Heusch anlässlich der Verleihung des Karlspreises an Konrad Adenauer, 1954
- Rede des Aachener Oberbürgermeisters Hermann Heusch anlässlich der Verleihung des Karlspreises an Sir Winston S. Churchill, 1955
- Rede des Aachener Oberbürgermeisters Hermann Heusch anlässlich der Verleihung des Karlspreises an Paul-Henri Spaak, 1957
- Rede des Aachener Oberbürgermeisters Hermann Heusch anlässlich der Verleihung des Karlspreises an Robert Schuman, 1958
- Rede des Aachener Oberbürgermeisters Hermann Heusch anlässlich der Verleihung des Karlspreises an Joseph Bech, 1960
- Rede des Aachener Oberbürgermeisters Hermann Heusch anlässlich der Verleihung des Karlspreises an Walter Hallstein, 1961
- Rede des Aachener Oberbürgermeisters Hermann Heusch anlässlich der Verleihung des Karlspreises an Edward Heath, 1963
- Rede des Aachener Oberbürgermeisters Hermann Heusch anlässlich der Verleihung des Karlspreises an Antonio Segni, 1964
- Rede des Aachener Oberbürgermeisters Hermann Heusch anlässlich der Verleihung des Karlspreises an Jens Otto Krag, 1966
- Rede des Aachener Oberbürgermeisters Hermann Heusch anlässlich der Verleihung des Karlspreises an Joseph Luns, 1967
- Rede des Aachener Oberbürgermeisters Hermann Heusch anlässlich der Verleihung des Karlspreises an die Kommission der Europäischen Gemeinschaften, 1969
- Rede des Aachener Oberbürgermeisters Hermann Heusch anlässlich der Verleihung des Karlspreises an François Seydoux de Clausonne, 1970
- Rede des Aachener Oberbürgermeisters Hermann Heusch anlässlich der Verleihung des Karlspreises an Roy Jenkins, 1972
- Rede des Aachener Oberbürgermeisters Hermann Heusch anlässlich der Verleihung des Karlspreises an Don Salvador de Madariaga, 1973